# Réserve naturelle nationale de la tourbière de Machais
La réserve naturelle nationale de la Tourbière de Machais (RNN94) est une réserve naturelle nationale de Lorraine, dans la région Grand Est. Créée en 1988, elle s’étend sur 145 hectares et protège la dernière et plus importante tourbière flottante intacte du massif des Vosges.

## Localisation

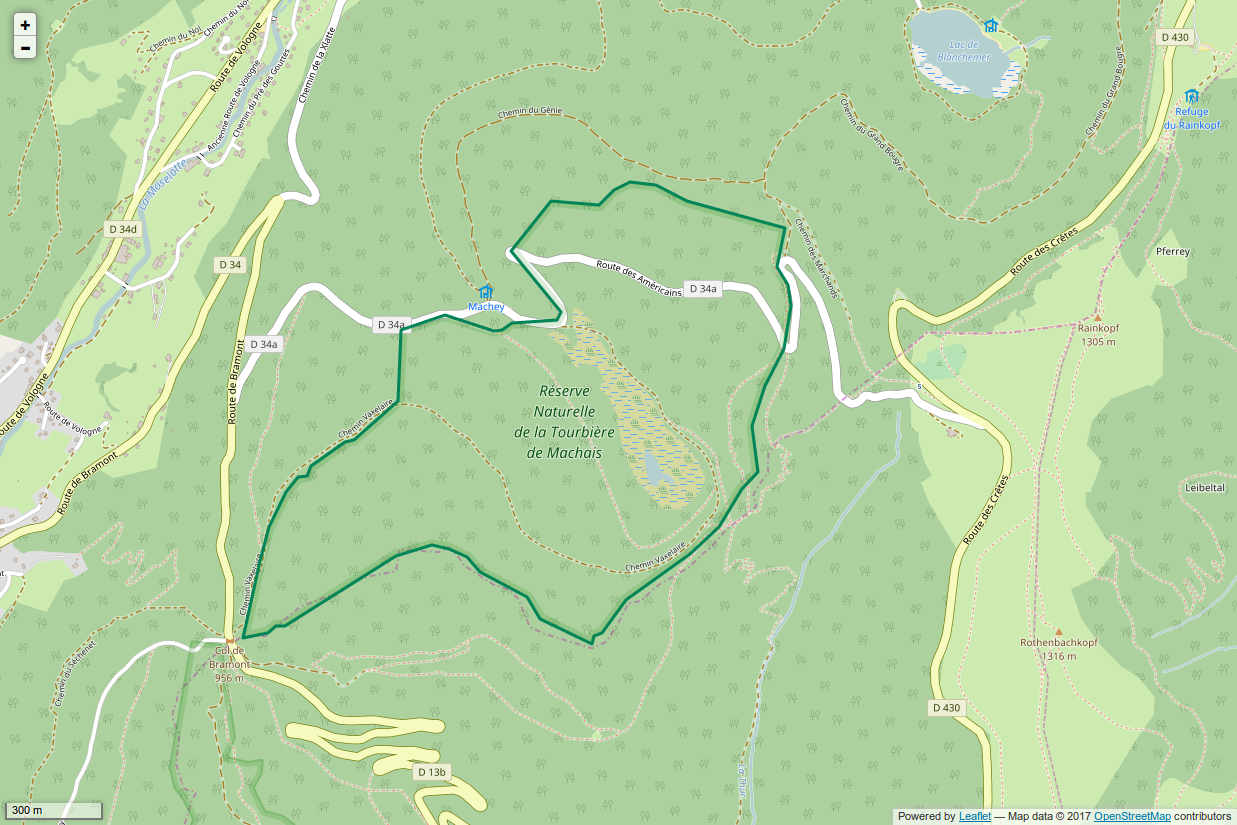
Périmètre de la réserve naturelle.

La tourbière de Machais se trouve sur la commune de La Bresse dans le massif des Vosges. Elle s'étend au sein d'un cirque glaciaire perché sur la crête joignant le col de Bramont au Rainkopf en bordure de la Route des Américains (D.34a). Le territoire de la réserve naturelle occupe 145 ha et s'étage de 950 m à 1 160 m d’altitude.

## Histoire du site et de la réserve

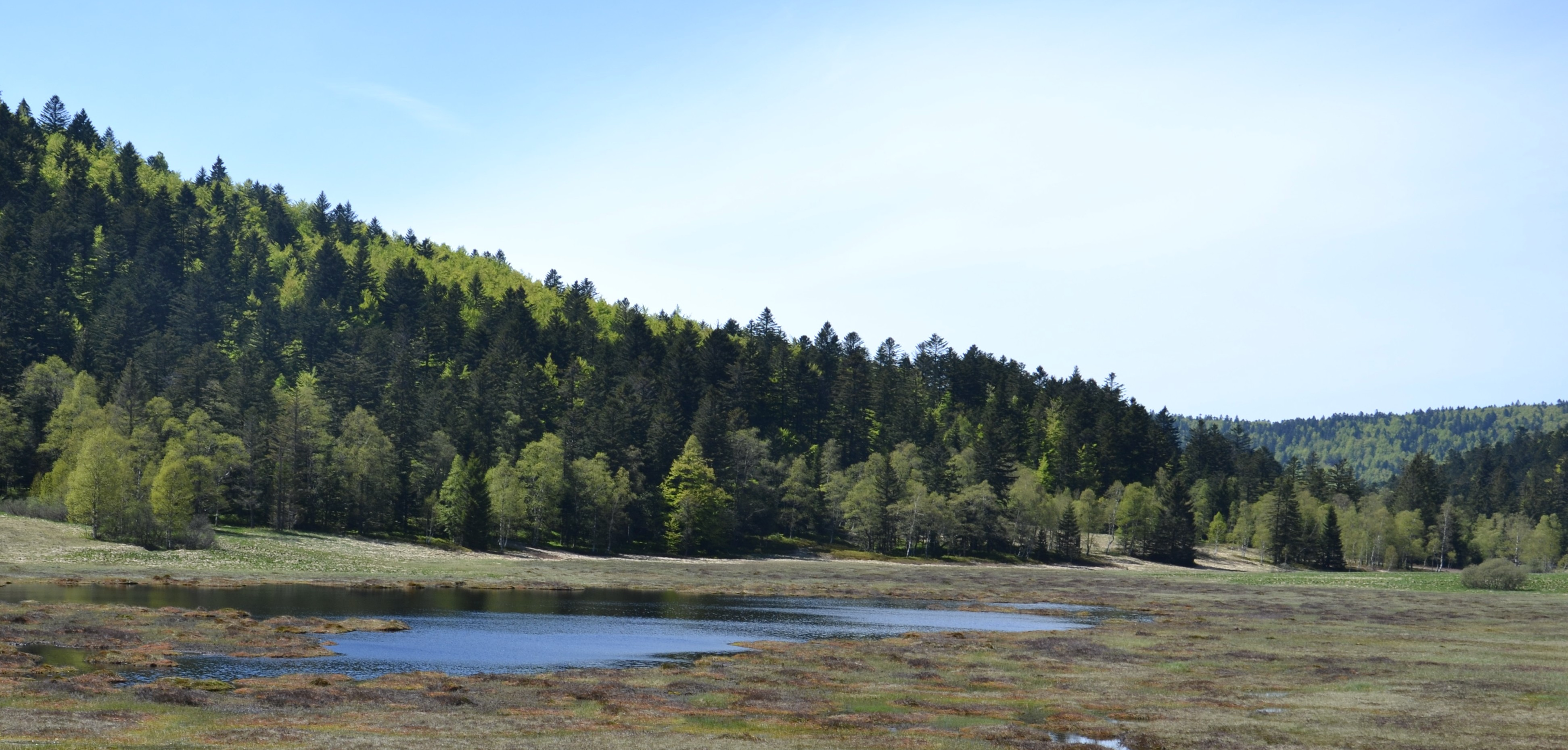
La tourbière de Machais.

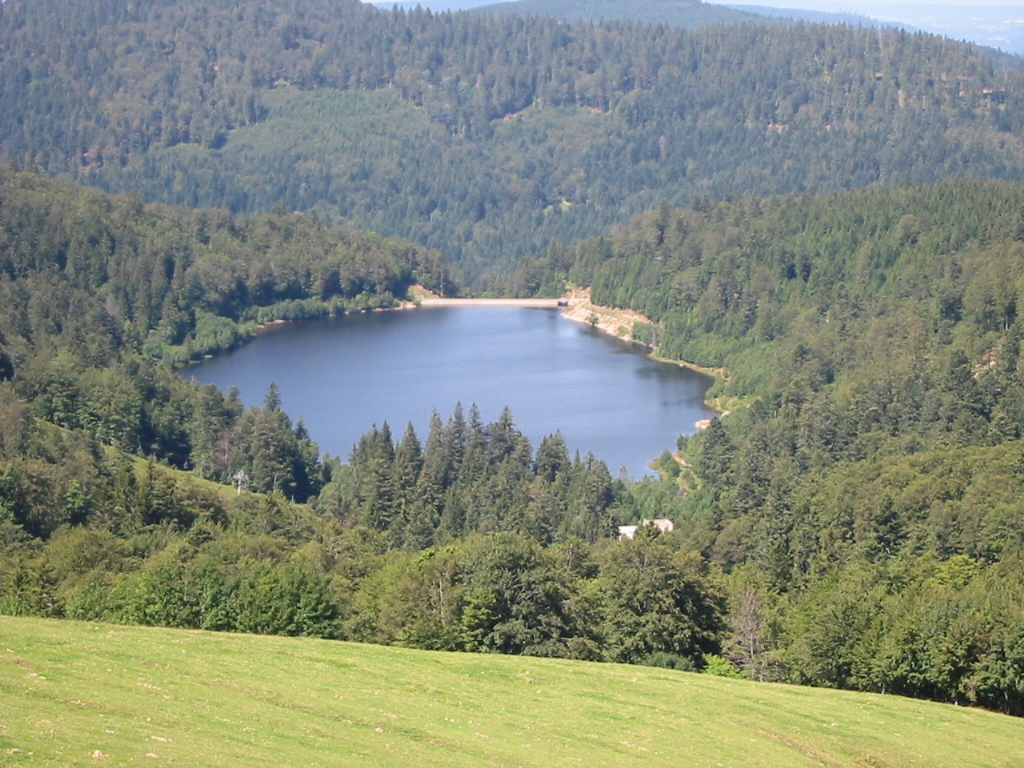
Le lac de la Lande.

Une tourbière d'âge holocène s'est formée dans la cuvette glaciaire qu'elle a partiellement comblée. Du lac ombilic originel issu de la fonte des glaces il y a 10 000 ans ne subsiste actuellement qu'un petit plan d'eau relictuel de quelques ares. Le dépôt de tourbe atteint par endroits 9 à 10 mètres d'épaisseur.
La réserve naturelle de la tourbière de Machais a été créée initialement en 1988 à l’initiative de la commune de La Bresse, propriétaire du site, à la suite de l'immersion de la tourbière des Faignes de la Lande par la construction d’un barrage hydroélectrique qui a engendré le lac de la Lande.

## Écologie (biodiversité, intérêt écopaysager…)

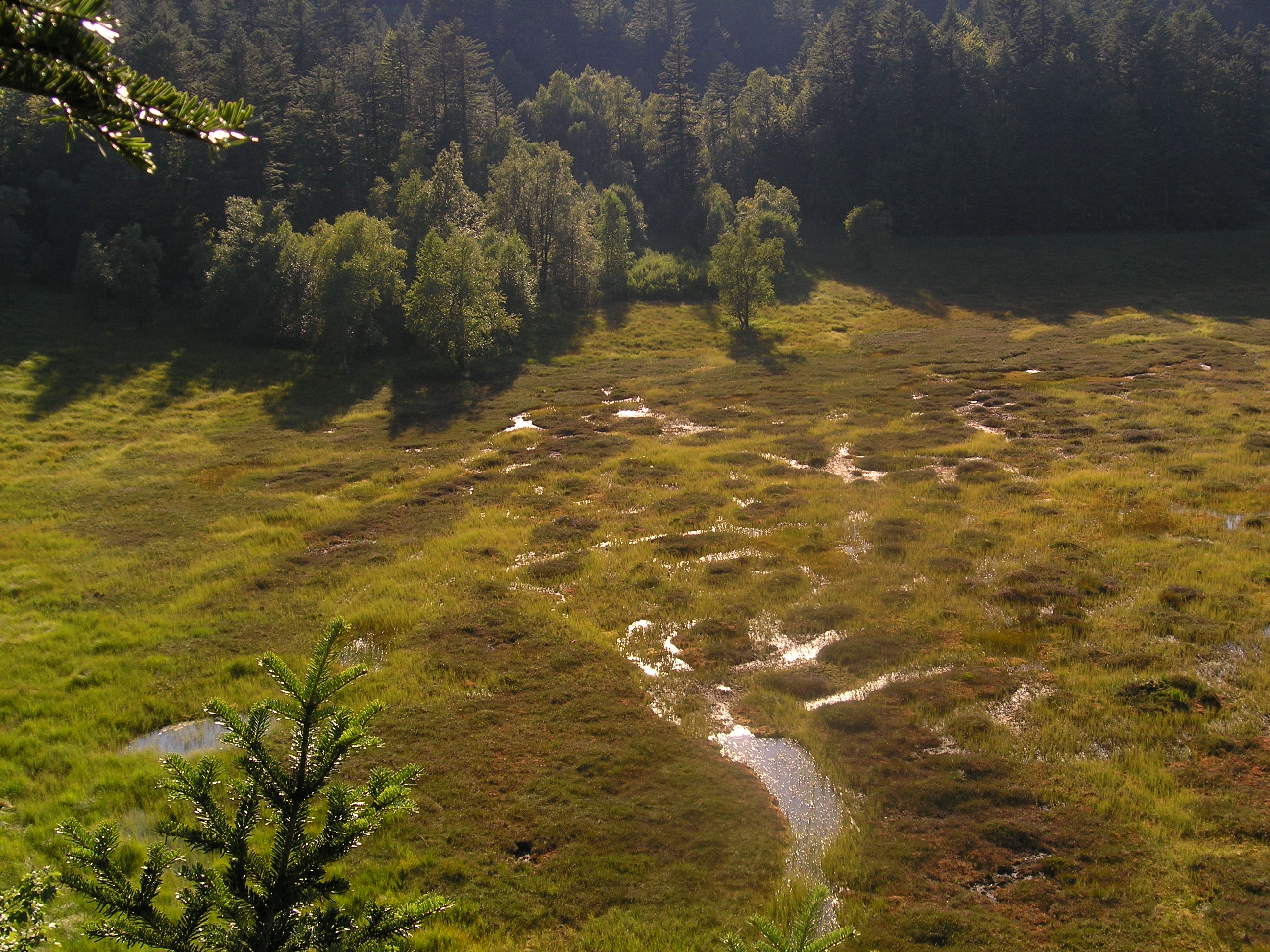
Tourbière tremblante acidiphile.

La réserve naturelle occupe presque l'ensemble d'un petit cirque glaciaire et protège la dernière et plus importante tourbière flottante intacte de tout le massif des Vosges. 
L'environnement du site du Machais se distingue par la présence de deux groupements : la hêtraie-sapinière qui couvre la quasi-totalité du vallon et les tourbières acides qui se caractérisent par une grande richesse et une diversité faunistique, notamment entomologique. On trouve également aux alentours de nombreux ruisseaux ou gouttes.
Les tourbières aux intérêts multiples (botanique, faunistique, hydrologique, paléontologique, etc.) et aux profils variés (flottante ou lacustre, bombée, de pente…) couvrent 25 ha au sein de 120 ha de forêt communale. Le caractère naturel remarquable de la tourbière lacustre fait de Machais un laboratoire d’observation sans doute unique des écosystèmes tourbeux.
La préservation du Grand Tétras, espèce menacée de disparition à l’échelle du massif vosgien, est aussi l’un des objectifs de la réserve.

### Flore

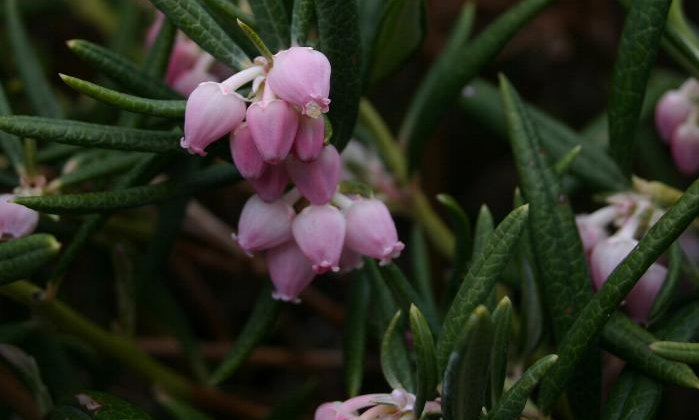
Andromède à feuilles de polium.

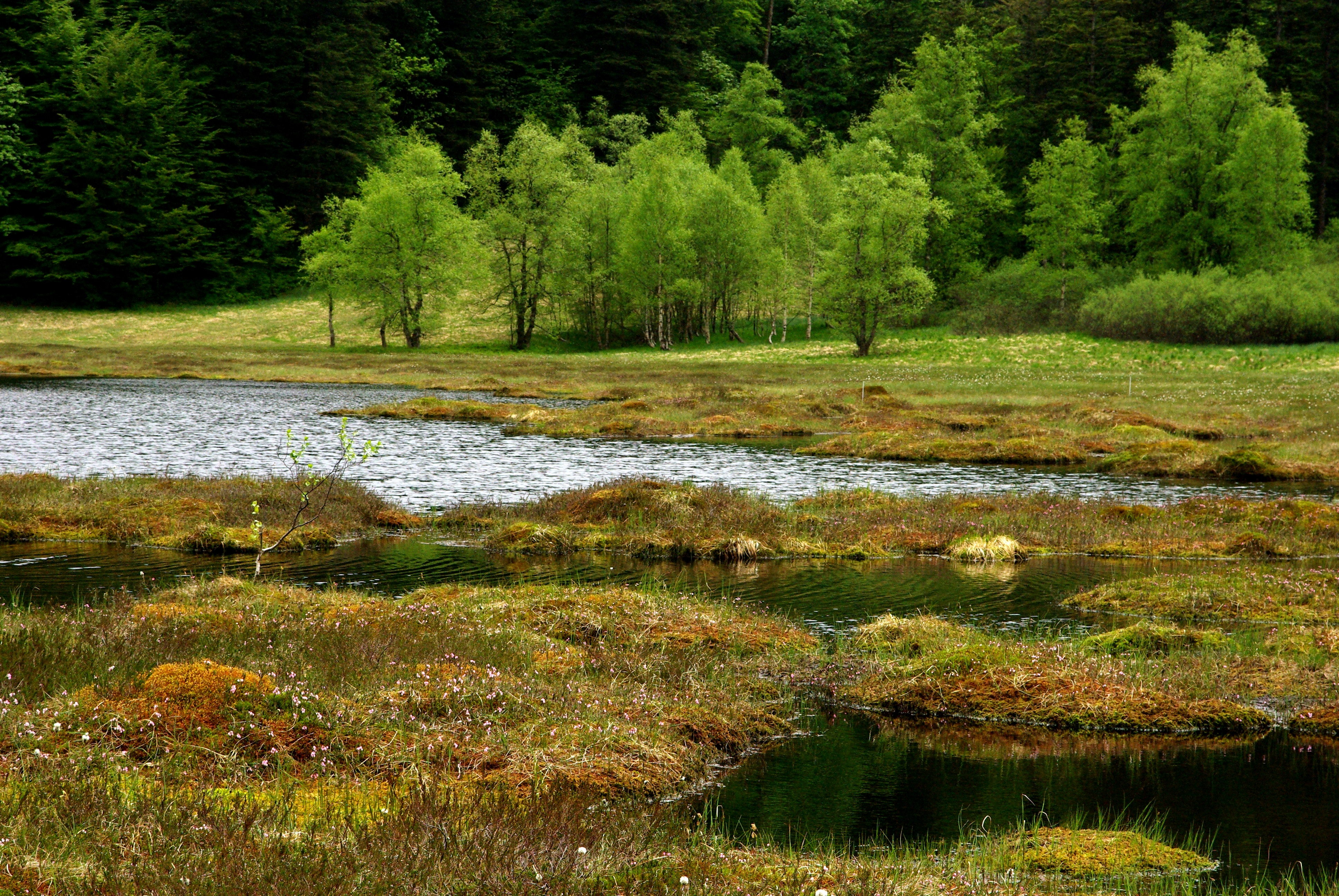
Radeau flottant et bouleaux.

Seule une végétation spécialisée est adaptée aux milieux extrêmes que sont les tourbières. On trouve ainsi les espèces de la famille des bruyères : l'andromède à feuilles de polium, la canneberge, la callune mais également des plantes carnivores comme les droseras, la grassette ou les utriculaires.
Sur le plan d'eau pousse le petit nénuphar jaune.

### Faune

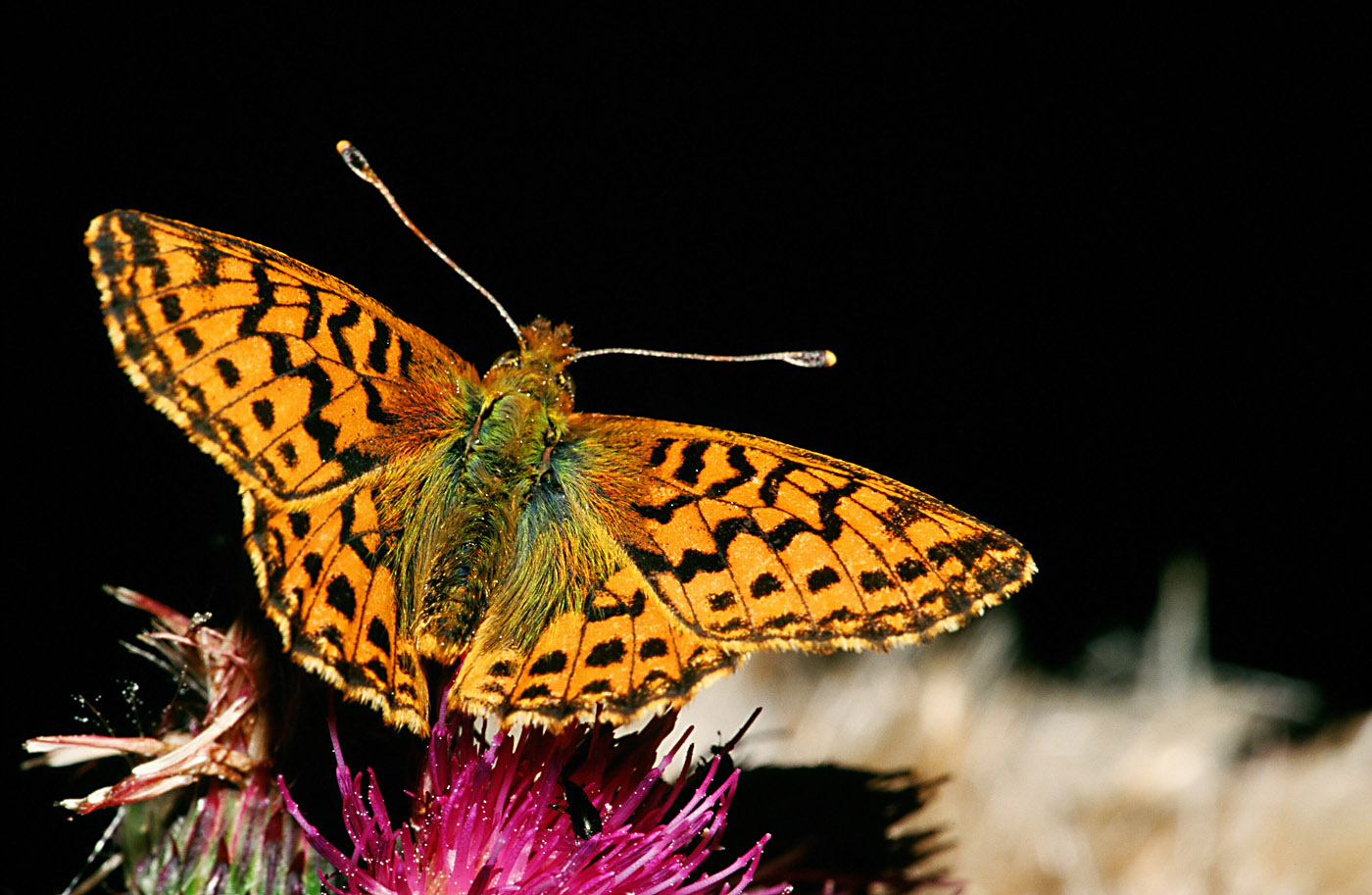
Nacré de la canneberge.

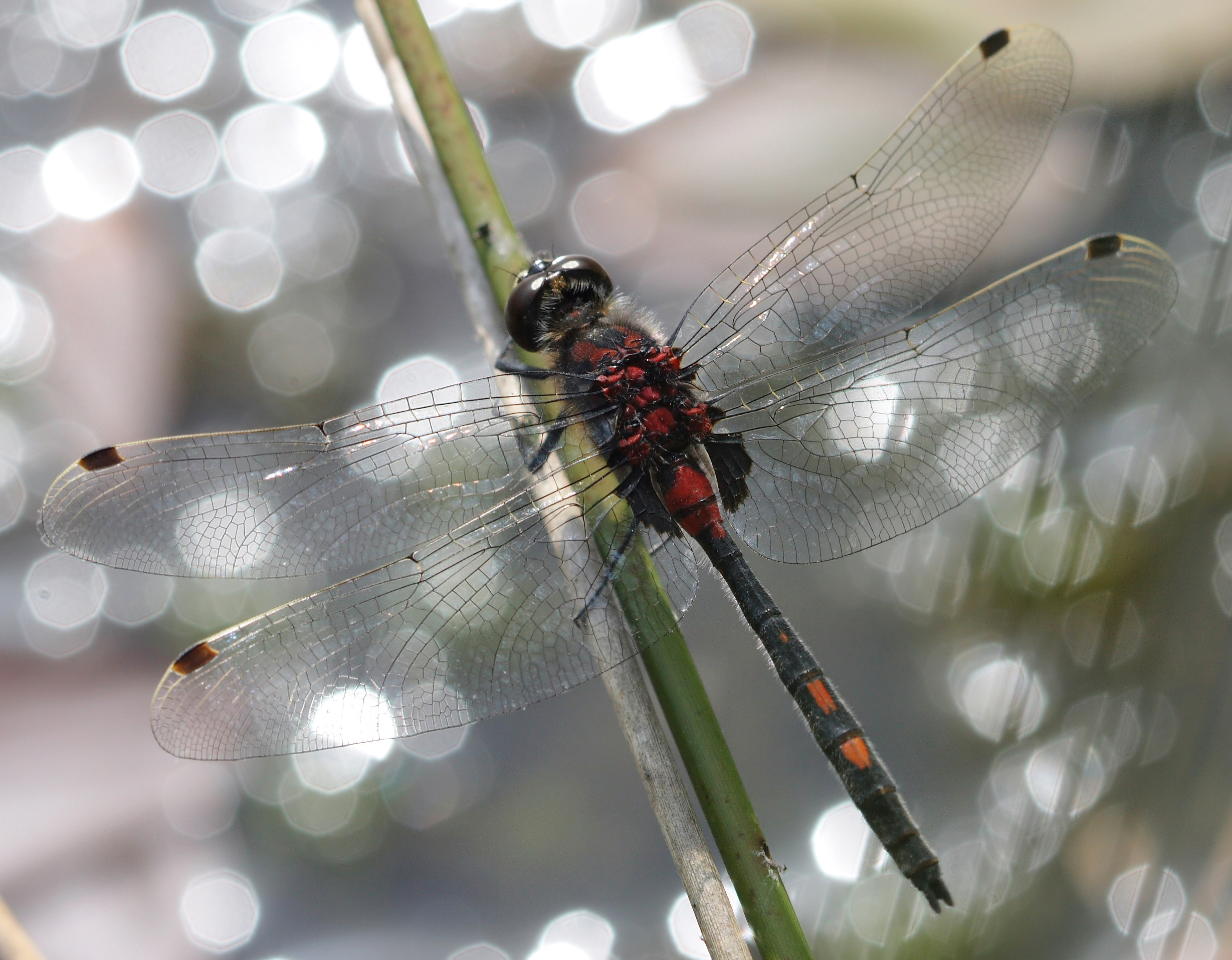
Leucorrhine douteuse.

Les oiseaux forestiers sont présents sur le site de la tourbière avec les mésanges noire et huppée, le pipit des arbres, le pouillot véloce. Le site est également favorable pour le grand tétras et la gélinotte des bois. Dans la hêtraie, on peut observer le cassenoix moucheté, le merle à plastron, le bec-croisé des sapins ou encore la chouette de Tengmalm.
Sur les tourbières, on rencontre des espèces rares comme le nacré de la canneberge, l'æschne subarctique ou la leucorrhine douteuse.
Parmi les amphibiens présents, on peut citer la grenouille rousse, le crapaud commun, les tritons alpestre et palmé. 

## Intérêt touristique et pédagogique
Des sentiers du Club vosgien permettent de faire le tour du site. La pénétration sur la zone de la tourbière flottante est interdite.

## Administration, plan de gestion, règlement

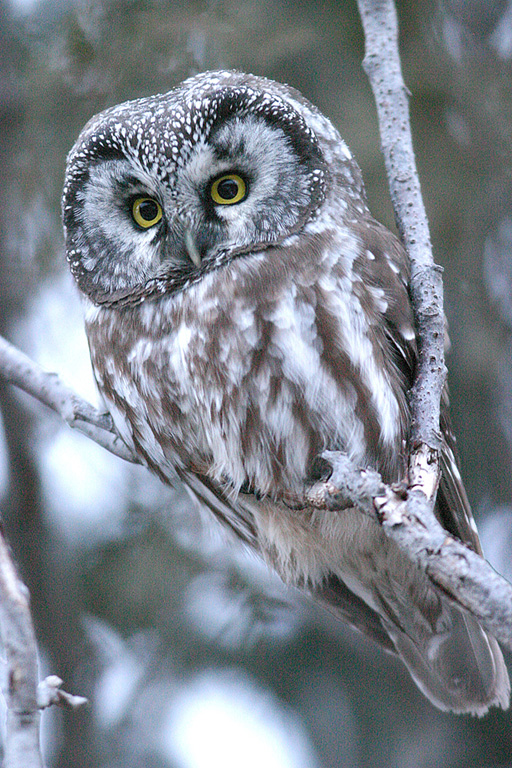
Chouette de Tengmalm.

La réserve naturelle est gérée par le parc naturel régional des Ballons des Vosges.

### Outils et statut juridique
La réserve naturelle a été créée par un décret du 28 janvier 1988. Un nouveau décret de classement est paru le 3 avril 1996. 
La tourbière elle-même correspond à une zone de 20 ha protégée par un Arrêté préfectoral de protection de biotope.